# Rahotep de Toscane
Rahotep de Toscane (né le 6 avril 2005), est un étalon de saut d'obstacles inscrit au stud-book selle français, de robe grise, appartenant à Christian Baillet. Monté par Philippe Rozier, il est champion olympique de saut d'obstacles par équipes aux Jeux olympiques d'été de 2016.

## Histoire
Il naît le 6 avril 2005 à Pontfaverger dans l'élevage du Noyer, dans la Marne, chez Michel Aubertin,. Vendu jeune, il fait ses débuts en compétition en Belgique. Il retourne en France, dans les écuries de Philippe Rozier, à l'âge de 5 ans, après des débuts prometteurs. Il est monté l'année de ses six ans par Caroline Piette. Philippe Rozier le récupère à la fin de ses six ans.
Rahotep de Toscane fait bonne impression aux Masters de Paris fin 2014. Il accumule plus de 144 000 € de gains en 2015, puis est mis au repos jusque début 2016. Il fait son retour au plus haut niveau au CSIO de Rome en mai 2016. À l'origine prévu comme réserviste de l'équipe de France de saut d'obstacles lors des Jeux olympiques de Rio en 2016, il est titularisé après la blessure d'Hermès Ryan des Hayettes. Il est médaille d'or par équipes en CSO à Rio.
En septembre 2017, il est arrêté de compétition en raison d'un début de tendinite, consécutif à une chute dans le Grand Prix du CSI5* de Valence,. Il réapparaît fin février 2018,.
Il est définitivement mis à la retraite le 11 avril 2021.

## Description
Rahotep de Toscane est un étalon appartenant stud-book du Selle français. Sa robe est grise, et il mesure 1,65 m. Il est réputé très intelligent et réceptif, très sensible et courageux. Il n'aime pas se sentir bloqué ou soumis.

## Origines
Rahotep de Toscane est un Selle français section A, ce qui signifie qu'il ne compte pas d'ancêtre d'origine étrangère.
Il compte 64 % d'ancêtres Pur-sang.